# Melomania

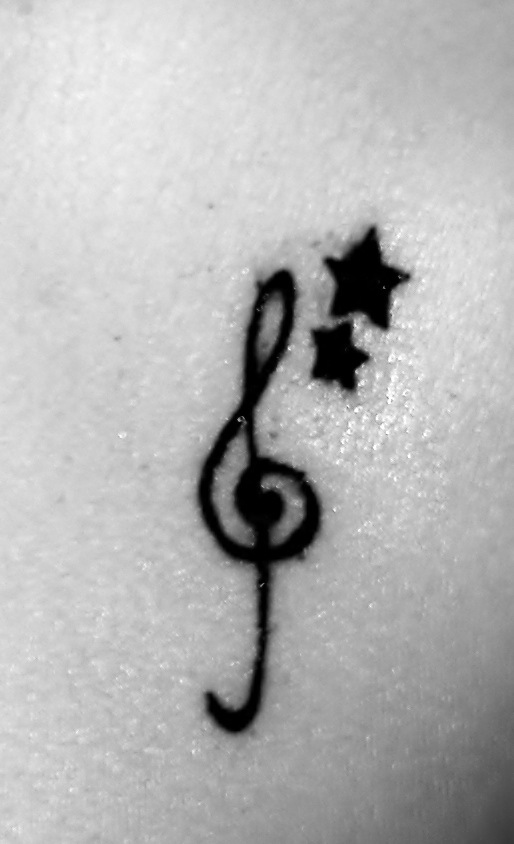
Clau de sol tatuada. Imatge melomania.

La melomania és l'afecció notable d'una persona cap a la música. Pot arribar a ser una passió desmesurada, que sobrepassi els límits de la raó.
El melòman pot ser un subjecte fanàtic de la música, és a dir, que sent un amor desordenat i excessiu per allò musical i dedica temps i diners a gaudir-ne, especialment com a auditor.

## Etimologia

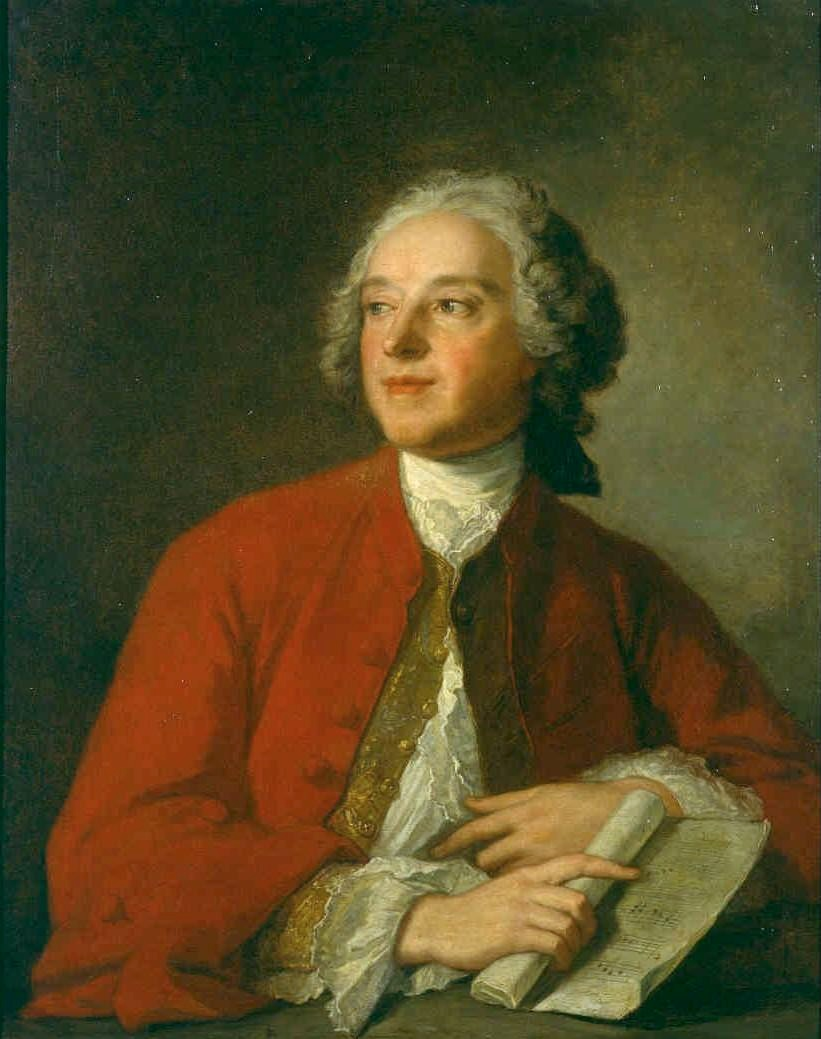
Pierre-Augustin Caron de Beaumarchais

Aquest significat el va segellar el músic i dramaturg francès Pierre-Augustin Caron de Beaumarchais l'any 1781. Prové de Melo- que en grec antic significa “cançó o tonada d'origen incert” i de –mania “passió, entusiasme, bogeria”.
La paraula melòman prové del francés mélomane.

## Semiologia
La melomania no és considerada un trastorn psicològic ni una malaltia, ja que els especialistes creuen que no implica cap risc per la persona ni pel seu entorn.
A partir d'aquesta definició considerem que qualsevol persona que gaudeix de la música és un melòman, però generalment no és així, ja que el melòman presenta un interès exclusiu per la música, no hi ha cap altre aspecte en la seva vida que li desperti la mateixa atenció que la música.
Així doncs, els melòmans són aquelles persones que tenen un vincle especial amb tot allò que té relació amb la música, ja sigui com a oient o compositor. Generalment, les persones que treballen amb la música són melòmanes, ja que dediquen la major part del seu temps i el seu esforç al seu estudi, la seva producció i al seu desenvolupament.